# امیل کاموزه
امیل کاموزه (به فرانسوی: Émile Camuset) یک بازرگان، تولیدکنندهٔ پوشاک ورزشی و طراح مد اهل فرانسه در قرن نوزدهم بود.
کاموزه در ابتدا یک فروشگاه جوراب‌بافی کوچک داشت، و در سال ۱۸۸۲ توانست شرکت لو کوک اسپورتیف را تأسیس کند.